# Salamanka (prowincja)
Salamanka – prowincja w Hiszpanii, w zachodniej części regionu Kastylia i León. Siedzibą jest Salamanka. Prowincja graniczy bezpośrednio z Portugalią. Znajduje się w strefie klimatu kontynentalnego, charakteryzującego się występowaniem długich zim i gorącego i suchego lata. Przepływa tędy rzeka Tormes.